# Alicia Borinsky

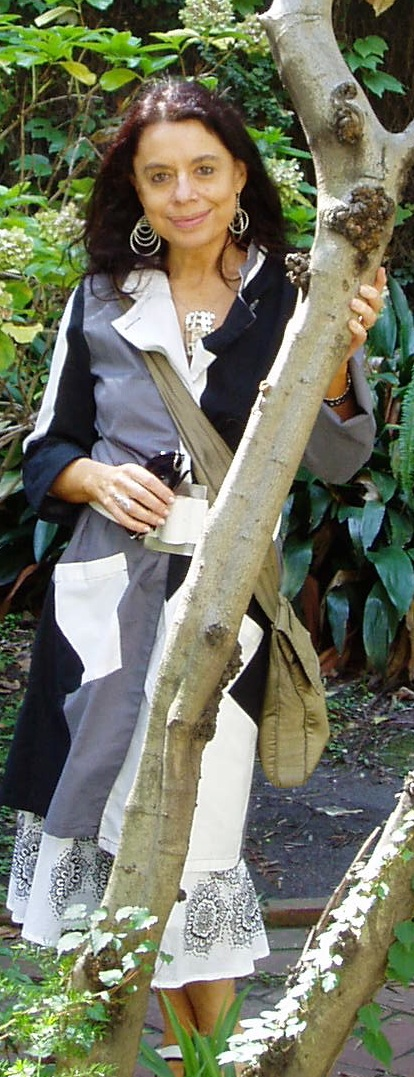

Alicia Borinsky (sinh ra ở Buenos Aires), là một nhà văn, nhà thơ và nhà phê bình văn học người Mỹ gốc Argentina. Alicia Borinsky là giáo sư văn học Mỹ Latinh, Văn học so sánh và Giám đốc Chương trình Viết văn của Chương trình Châu Mỹ tại Đại học Boston. Công việc quan trọng của cô đã giúp tạo ra khung thảo luận về các nhà văn của sự bùng nổ Mỹ Latinh hoặc Boom latinoamericano, một phong trào quan trọng trong văn học Mỹ Latinh. Trong số những thành tựu học thuật khác của bà là việc giới thiệu nhân vật Macedonio Fernández - chủ nhân của Borges - cho công chúng đọc rộng hơn, khám phá điểm chung giữa lý thuyết văn học, nghiên cứu văn hóa và giới và nhiều tác phẩm về thơ ca, văn học La tinh và văn học thế giới.

## Đánh giá tác phẩm
Alicia Borinsky đã giành được nhiều giải thưởng cho tác phẩm của mình, bao gồm Giải thưởng Văn học Latino năm 1996 và Học bổng Guggenheim năm 2001. Nhà phê bình văn học và giáo sư tiếng Anh tại Đại học Princeton, Michael Wood, nói về Low Blows, "Low Blows là một cuốn sách bất ngờ. Đây là lý do tại sao nó lạ đến nỗi cuối cùng chúng ta cũng nên biết chúng ta đang ở đâu, và tại sao chúng ta may mắn trở lại với thế giới quen thuộc một lần. Chúng ta đã quen với thất bại của thị giác mà chúng ta hiếm khi biết phải làm gì với cái liếc nhìn nhẹ nhàng và tầm nhìn nhiều góc cạnh" Peter Bush, Giám đốc Trung tâm dịch thuật văn học, viết, "Không người viết văn nào khác có thể viết được một cuốn phim hoạt hình bằng văn xuôi như cô ấy, một cuộc hôn nhân shotgun giữa truyện tranh và cắm trại, giữa phong cách Borgesian và Barthesian. "